# Bobby Schagen
Bobby Schagen  (Amsterdam, 13 januari 1990) is een Nederlands handballer. Schagen speelt sinds 2009 in Duitsland en maakt al jaren deel uit van het Nederlands team.

## Biografie
Schagen begon met handballen bij Aristos in zijn geboorteplaats. Al op jonge leeftijd maakte hij de overstap naar handbalvereniging Volendam waar hij op 16-jarige leeftijd kampioen van Nederland werd. 
Schagen maakte op 31 oktober 2009 zijn debuut in het nationaal seniorenteam dat speelde tegen Wit-Rusland. In hetzelfde jaar verruilde hij KRAS/Volendam voor het Duitse TSV Dormagen.
Na een aantal andere clubs in Duitsland zoals TSV Bayer Dormagen, HSG Nordhorn-Lingen en TuS N-Lübbecke verkaste Schagen in 2016 naar TVB 1898 Stuttgart. Bij zijn vereniging is hij de penalty specialist. Ook maakt hij in het seizoen 2016-2017 kans om mee te doen met het All Star team in Duitsland. In 2019 vertrok hij naar TBV Lemgo.